# Gail Kim
Gail Kim (Toronto, 20 februari 1977) is een Canadees model, actrice en professioneel worstelaarster van Koreaans afkomst. Ze is actief in de Total Nonstop Action Wrestling, waar ze ook van 2005 tot 2008 worstelde, en was van 2002 tot 2004 en van 2008 tot 2011 bekend in de WWE.

## Loopbaan
Kim begon haar worstelcarrière onder haar ringnaam La Felina in de Canadese onafhankelijke promotie, voordat ze in 2002 naar de WWE ging als Gail Kim. In haar WWE-debuut, ze won voor de eerste keer het WWE Women's Championship. Nadat ze in 2004 haar WWE-contract afliep, Kim ging in september 2005 naar de Total Nonstop Action Wrestling. Daar vergezelde ze de tag team America's Most Wanted als een valet. Na het ontbinding van de groep, Kim werd een singles ("één-op-één") worstelaar en won in oktober 2007 voor de eerste keer het TNA Women's World Championship. In augustus 2008 verliet ze de TNA om in maart 2009 terug te keren naar de WWE. Op 5 augustus 2011 maakte Kim op haar twitter-pagina bekend dat ze de WWE verliet, maar de WWE hield haar tegen en moest haar contract uitdienen. Haar vertrek was officieel op 30 september 2011 bekendgemaakt nadat de WWE haar profiel heeft verwijderd op hun website.
In oktober 2011 keerde Kim terug naar de TNA en won op 26 oktober voor de eerste keer het TNA Knockout Tag Team Championship, waar ze samen met Madison Rayne het duo Tara en Brooke Tessmacher versloegen. Op Slammiversary X moest ze de titel afstaan aan Miss Tessmacher. Op 20 oktober 2013, op Bound for Glory, won ze voor de derde keer het TNA Women's Knockout Championship.

## In het worstelen
- Finishers
  - Christo
  - Eat Defeat (2009-heden)
  - Happy Ending (TNA)
  - Hurricanrana pin (WWE; 2002-2004)
- Signature moves
  - Bow and arrow stretch
  - Cloverleaf
  - Diving hurricanrana
  - Double dropkick towards two opponents
  - Double knee facebreaker
  - Dragon sleeper
  - European uppercut
  - Leg drop
  - Missile dropkick
  - Octopus stretch
  - Over the shoulder single leg Boston crab
  - Running knee drop
  - Spear
  - Springboard arm drag
  - Springboard crossbody
  - Sunset flip
  - Toronto Slam (Dubbele voet slam)
- Worstelaars managed
  - America's Most Wanted (Chris Harris & James Storm)
  - Molly Holly
  - Jeff Jarrett
  - Eve Torres
  - Daniel Bryan

## Prestaties
- Apocalypse Wrestling Federation
  - Diva of the Year (2001)
- Funking Conservatory
  - FC Women's Championship (1 keer)
- Total Nonstop Action Wrestling
  - TNA Women's World/Knockout Championship (4 keer)
  - TNA Women's Knockout Championship (1 keer met Madison Rayne)
  - Knockout van het jaar (2007)
- World Wrestling Entertainment
  - WWE Women's Championship (1 keer)